# Афйонкарагісар (провінція)
Афйонкарагісар (тур. Afyonkarahisar) — провінція в Туреччині, розташована в Егейському регіоні. Столиця — Афйонкарагісар.

## Географія
Провінція Афйонкарагісар межує з провінціями: на сході — Конья, на півночі — Ескішехір, на заході — Кютах'я, Ушак та Денізлі, на півдні — Бурдур та Испарта. На території провінції розташовані витоки річок Великий Мендерес (басейн Егейського моря) і Сакар’я (басейн Чорного моря), але більша її частина належить до басейну безстічного солоного озера Акшехір.

## Економіка
У центральних районах провінції вирощується опіумний мак, з якого виробляється бі́льша частина легального опіуму, який використовують у фармакології, та поставляється в США, Нідерланди та інші країни світу.
Вирощується соняшник. Килимарство. Виробництво мармуру.